# 神戸市民運動場野球場
神戸市民運動場野球場（こうべしみんうんどうじょう・やきゅうじょう）は、かつて兵庫県神戸市長田区蓮池町にあった野球場。通称は神戸市民球場。神戸市が運営管理していた。

## 歴史
1928年の昭和天皇御大典記念事業として神戸市が計画着工し、1932年に開場した。両翼96m、中堅114m。開場当初は陸上競技場・テニスコート・プールも併設した総合運動公園だった。戦前からプロ野球（職業野球）の公式戦を頻繁に開催し、戦後は1954年に新日本リーグ（セントラル・リーグのファームチームによる公式戦）の阪神ジャガーズ（大阪タイガース二軍）のフランチャイズとして使用された。
しかしその後、阪神甲子園球場や阪急西宮球場にナイター設備が完成したこと、神戸市でも神戸総合運動公園野球場（グリーンスタジアム神戸）が完成したことなど、プロ野球公式試合の開催球場の近代化が進められたため、この球場ではアマチュア野球を中心に使用するようになった。
そして1995年の阪神・淡路大震災で被災者の仮設住宅の建設用地として使用された後、災害復興恒久住宅が完成したことを受けて、その役割を終えたことから2000年で閉鎖された。跡地は西代蓮池公園となっている。

## プロ野球公式戦開催実績
プロ野球公式戦は30試合開催された。内訳は1リーグ時代15試合、セ・リーグ10試合、パ・リーグ5試合。
- 1939年5月14日 阪急軍 0-1 東京巨人軍、ライオン軍 0-5 大阪タイガース、東京巨人軍 3-6 南海軍（変則トリプルヘッダー）
- 1940年
  - 3月17日 東京セネタース 1-2 イーグルス、東京セネタース 3-3 南海軍（変則ダブルヘッダー）
  - 3月21日 東京巨人軍 11-3 名古屋金鯱軍、東京巨人軍 3-2 ライオン軍（変則ダブルヘッダー）
  - 11月16日 名古屋軍 3-2 ライオン軍、阪急軍 2-1 南海軍（変則ダブルヘッダー）
  - 11月17日 南海軍 7-2 ライオン軍、名古屋軍 1-0 阪急軍（変則ダブルヘッダー）
- 1942年8月7日 黒鷲軍 1-1 東京巨人軍、阪神軍 7-5 南海軍（変則ダブルヘッダー）
- 1943年5月26日 南海軍 2-0 大和軍、朝日軍 1-0 西鉄軍（変則ダブルヘッダー）
- 1953年5月20日 大阪タイガース 3-4 広島カープ
- 1954年
  - 6月8日 大阪タイガース 2-3 広島カープ
  - 9月16日 大阪タイガース 13-3 国鉄スワローズ
  - 10月22日 阪急ブレーブス 8-17、1-7 毎日オリオンズ（ダブルヘッダー）
- 1955年
  - 4月21日 大阪タイガース 6-5 広島カープ
  - 6月9日 大阪タイガース 6-2 広島カープ
  - 7月9日 大阪タイガース 0-2 国鉄スワローズ
  - 7月27日 大阪タイガース 2-3 広島カープ
  - 7月28日 大阪タイガース 1-3 広島カープ
  - 9月1日 大阪タイガース 6-5 広島カープ
  - 9月14日 大阪タイガース 1-2 国鉄スワローズ
  - 10月1日 毎日オリオンズ 2-1、5-2 近鉄パールス（ダブルヘッダー）
- 1961年10月11日 阪急ブレーブス 1-3 西鉄ライオンズ